# Облатка (кулинария)

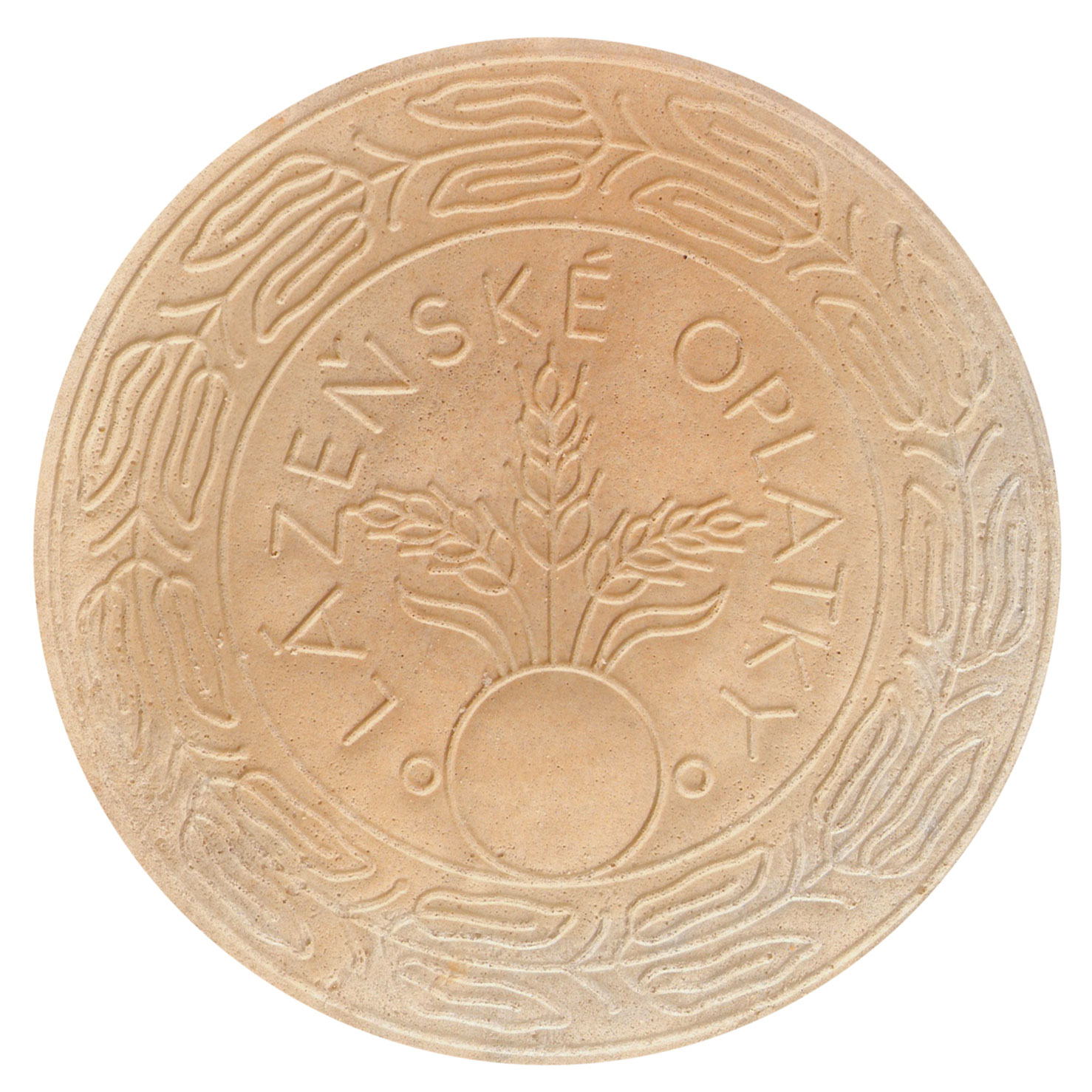
Карлсбадская курортная облатка

Обла́тка (опла́ток, через нем. Oblate, от лат. oblāta (hostia)) — тонкий листок выпеченного пресного теста, наподобие вафли.
Изготавливаются в виде листка круглой, прямоугольной или иной формы, как правило, с тиснёными изображениями на рождественские темы или христианскими символами.

## Сочельническая облатка

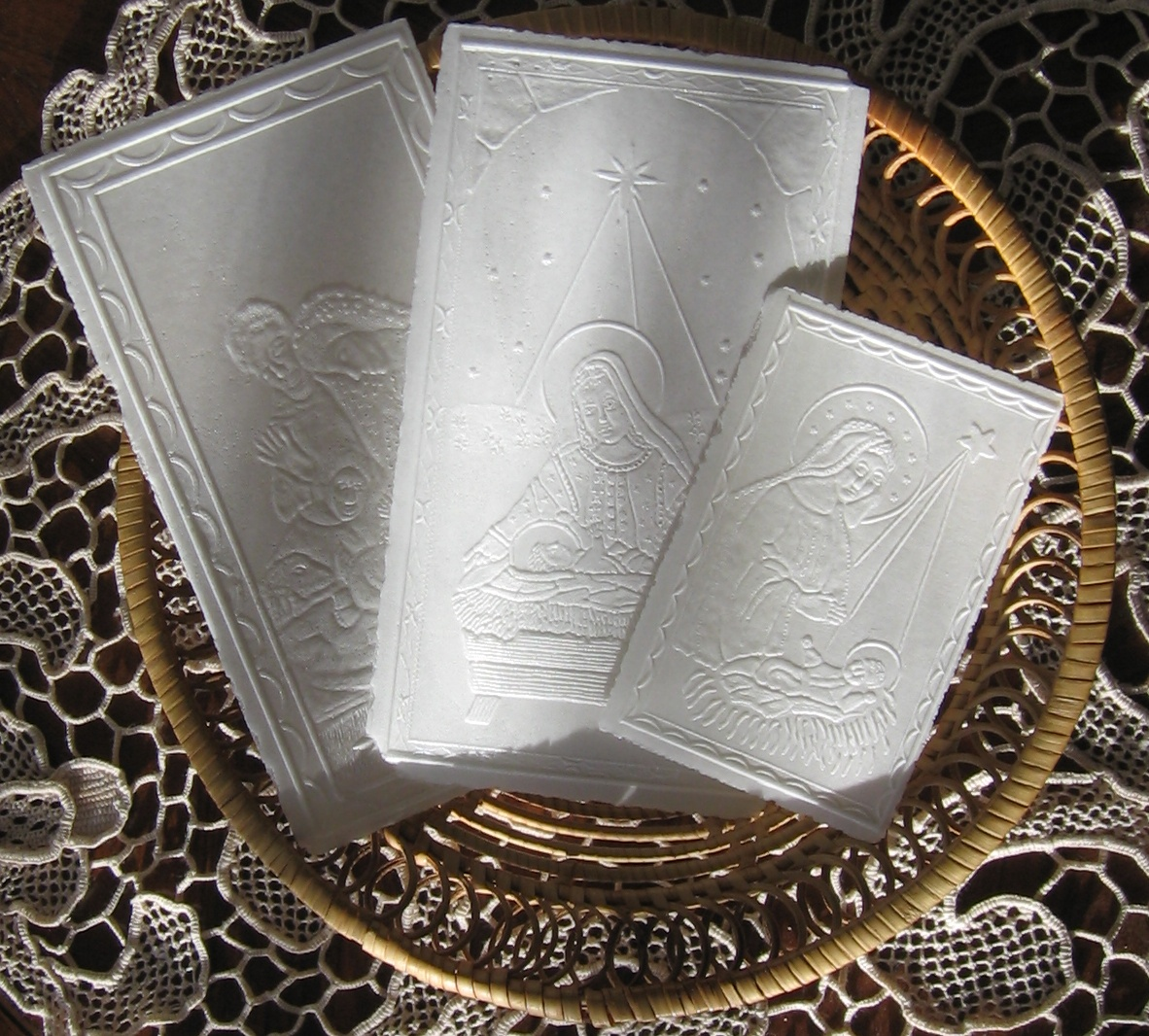
Польская сочельническая облатка

Традиция благословлять в Сочельник Рождества Христова облатку (рождественский хлеб) и делиться ею существует среди ряда католических народов восточной Европы: словаков, поляков, литовцев, белорусов, украинских католиков (укр. різдвяний хліб); благодаря польскому влиянию этот обычай популярен и среди части католиков России. Такие облатки называются «облатками Сочельника» или «рождественскими облатками».
Во время праздничного ужина в Сочельник в кругу семьи одна или несколько облаток кладутся в центре стола поверх сена или маленькой подушки, набитой сеном, что символически напоминает о младенце Христе, лежавшем на сене в вифлеемских яслях (это особым образом соотносится и со значением слова «Вифлеем», которое переводится как «Дом хлеба»). После благословения облатки происходит их преломление, участники ужина по очереди предлагают друг другу отломить и съесть кусочек облатки, обмениваясь тем временем своими поздравлениями и пожеланиями. Обычно эти облатки белого цвета. Существуют также розовые облатки, которыми делятся с животными.

## Другие облатки в кулинарии
Также «облатками» называют:
- Небольшую круглую коробочку с крышкой, которая выпекается из теста в специальных формах и подаётся к чаю или кофе.
- Тонкие, толщины плотной бумаги пластинки (кружки) из вафельного теста промышленного производства. Полуфабрикат в приготовлении домашних кондитерских изделий, в которых применяется полужидкое тесто. Тесто намазывается на облатки и выпекается без формы. Облатки придают домашнему печенью красивый, стандартный вид и вместе с глазированием не дают печенью засохнуть в течение недели.
- Прокладки-блинчики, применяемые в кулебяках для разделения разных слоёв сложной начинки.